# Indywidualne Mistrzostwa Polski na Żużlu 1948
Indywidualne Mistrzostwa Polski (IMP) na żużlu w roku 1948 nie odbyły się.

## Lista startowa
Zawody miały odbyć się w Krakowie 24 października 1948. Finalistów nominowano na podstawie liczby zdobytych punktów w lidze 1948 (12 z I ligi oraz 4 z II ligi).
1. Jan Wąsikowski - PKM Warszawa (35 punktów)
2. Józef Olejniczak - LKM Leszno (32)
3. Jan Najdrowski - Olimpia Grudziądz (31)
4. Jerzy Dąbrowski - PKM Warszawa (30)
5. Alfred Smoczyk - LKM Leszno (29)
6. Jan Krakowiak - DKS Łódź (28)
7. Tadeusz Zwoliński - Olimpia Grudziądz (26)
8. Marian Rejek - KM Ostrów Wlkp. (26)
9. Tadeusz Kołeczek - Tramwajarz Łódź (25)
10. Stefan Maciejewski - KM Ostrów Wlkp. (24)
11. Czesław Szałkowski - Olimpia Grudziądz (24)
12. Władysław Kamrowski - GKM Gdańsk (21)
13. Jerzy Jankowski - Polonia Bytom (35)
14. Jan Filipczak - Legia Warszawa (26)
15. Bogusław Osowiecki - Legia Warszawa (25)
16. Jan Paluch - Polonia Bytom (24)